# FSC Żuk
La camioneta tipo furgón FSC Żuk (en polaco: Żuk, escarabajo) fue un modelo de la FSCwL producida en Lublin, Polonia; entre 1958 y 1998.

## Historia
La línea cronológica aquí presentada es la más acertada, ya que en ella se incluye la presentación de cada variante del FSC Żuk en su prolongada producción:. La producción hay que recordar que se canceló oficialmente el 13 de febrero de 1998, luego de haberse producido unos 587500 coches de la referencia en todos los modelos relacionados del FSC Żuk.

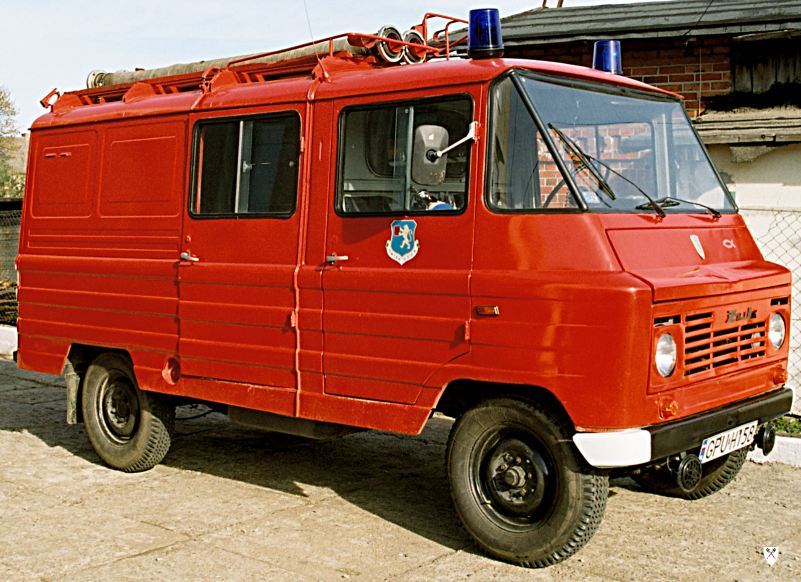
Camioneta FSC Żuk A 15 C

- 1956 – En la planta FSC en Lublin, se inicia el proyecto; bajo la dirección del ingeniero Stanislaw Tańskiego.
- 1 de mayo de 1958 – Son desarrollados los modelos "A03 "' (con carrocería pick-up).
- 1958 – Se producen los primeros 50 vehículos de pre-serie.
- 24 de julio de 1959 – Se inicia la producción en serie del  FSC Żuk.
- 1964 – La versión A03PTHW-2 "Panadera" (con carrocerías de tipo furgón), eran los transportes especializados para el traslado de los productos alimenticios.[1]
- 1965 – Sale la versión A05 (Carrocería furgón, equipada con el motor S-21)[1]
- 1965 – Sale la versión A13 (Versión de exportación con el motor S-21)[1]
- 1965 – El prototipo A03PTHW-2 Ropero, con carrocería de tipo furgón, especializados para el transporte de lavanderías (el motor es el M-20).[1]
- 1965 – El prototipo A08PTHW-1 "Panadera" (carrocería de tipo furgón), igualmente especializadas para el transporte de los productos alimenticios, como en el chasis de la versión del  A05, pero éste ya cuenta con el motor S-21.[1]
- 1966 – Se hace el cambio de motor; del M-20 se pasa al S-21, de más potencia (70 HP).
- 1966 – Sale la versión A14 (Como máquina de bomberos, una versión para la exportación).
- 1967 – Sale la versión A09 (ya equipada con el motor M-20) y el modelo A 11 (motorizada con el prpulsor S-21), sus superficies de carga ahora van recubiertas con madera.
- 1968 – Sale la versión A15 (Es el nuevo modelo de máquina de bomberos disponible en el mercado nacional).
- 1970 – Sale la versión A07 (Furgón para transpoprte de pasajeros, equipado con el motor S-21).
- 1972 – Sale la versión A18 (van para diez pasajeros); y la variante modificada R (recortada), de cabina larga y con menos superficie de carga en su platón.
- 1973 – Introducción de una nueva cabina. Salen en el marcaje camionetas que al final de sus nombres con la letra para una designación adicional ("M").
- 1974 – Se introduce un sistema de frenado de doble circuito servoasistido.
- 1977 – Se introduce el modelo A151C (Una versión diseñada como máquina de bomberos  con las instalaciones de bombeado montadas al frente de la cabina, usado como autobomba).

- – Se introduce el modelo A16B; con cabina extralarga, capacidad para 6 personas, y menos superficie de carga y enganche para tráiler Uno de los ejes es del tipo "D-17", su capacidad de carga es de 350 kg. La superficie de la plataforma de carga es reducida, de 215 a 175 cm.

- 1995 – Se ensaya el prototipo de la Versión Costera-01, especialmente adaptada como zorra de ferrovía. Está elaborada específicamente para el ferrocarril de Varsovia en los formatos de rieles M-20 y M-223 (Capacidad: 14 pasajeros, velocidad máxima de 60 km/h).
- 13 de febrero de 1998 - Se termina oficialmente la producción del FSC Żuk, después de haberse fabricado 587 500 ejemplares.[2]

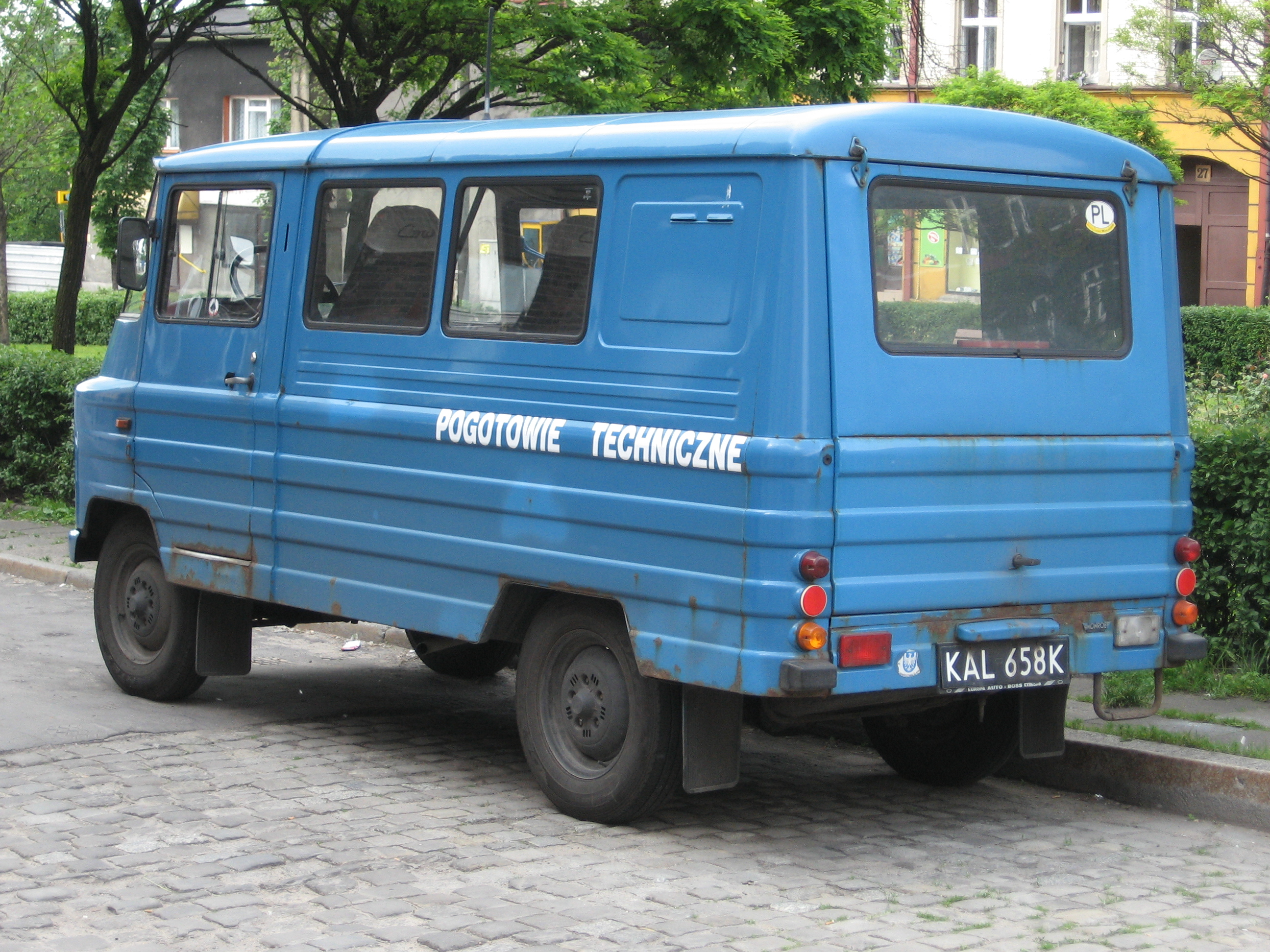
Toma de la parte trasera del FSC Żuk A-07.

## Descripción
Su mecánica se basa en los componentes del FSO Warszawa con el que comparten muchos de sus componentes motores, y del cual también se toma gran parte para hacer el FSC Nysa. El FSO Warszawa es a su vez una copia del modelo soviético de coche de pasajeros GAZ-M20. El Zuk no se produjo en una variedad amplia de estilos de carrocería. Los modelos más comunes son la camioneta de platón y la van; ambas con una capacidad de carga máxima de 1.1 toneladas. En las variantes más raras se ven versiones tipo minibús y hasta existió un camión de cabina larga. La rara furgoneta tenía una suspensión delantera independiente. Esta era muy angular, con una característica que le hacía única, y era que desde el prtón de su platón hsata su cabina llevaba un raro acanalado en la carrocería, con anchos canaletes que iban también a lo largo del platón, y los vidrios instalados; tanto en el parabrisas como en sus portezuelas eran completamente planos y rectangulares.
Después de unos diez años en producción, la parte delantera de la cabina fue reformada, y a partir de entonces los distintivos canales laterales se descontinuaron, y en la parte frontal se hizo una modficación para albergar una rejilla. Aparte de lo citado, no se introdujeron más cambios, con excepción de un pequeño retoque en el número de orificios de ventilación de los que iban por encima de los faros.

## Producción
Al ser el chasis, la suspensión y el motor tomados del Warszawa, que también forman parte del Nysa, las furgonetas diseñadas en las postrimerías de los años 50 ya eran anticuadas cuando en Polonia se asume de nuevo el modelo de economía de mercado. Más de 587,000 se fabricaron durante su producción, que se prolongó durante 40 años.
El Zuk se vendió principalmente a organizaciones estatales y también a las personas que lo quisieran adquirir. Después de 1989, con la liberalización de la economía polaca, el Zuk fue capaz de mantener las ventas en sus mercados tradicionales, y más aún; ampliar el número de modelos vendidos a privados. Los últimos años de la producción se dieron con su paulatina retirada de la producción y el montaje en paralelo de su sucesor, la camioneta Lublin, como una alternativa más actual y económica; aparte de ser más acorde a su rol.
El Zuk era uno de los favoritos de los agricultores, y un lugar común para encontrarlos eran grupos de ellos que se estacionaban en los mercados locales, justo cuando iban siendo usados para el transporte de las cosechas de pancoger pra que éstas luego fueran vendidas en los puestos que los propios agricultores suelen improvisar en los furgones.
El servicio postal polaco (Poczta Polska), es a su vez uno de sus mayores usuarios, ya que su flotilla de reparto estaba compuesta de grandes cantidades de Furgones Żuk, eso si; pintadas del color naranja opaco; oficial del servicio postal de Polonia, y en los servicios locales de bomberos era utilizado como transporte de personal o incluso como mini-vehículos de bomberos en los distritos rurales.

## Ficha técnica
| Nombre del modelo                        | Żuk A 03 '58      | Żuk A11B '76      |
| ---------------------------------------- | ----------------- | ----------------- |
| Longitud total:                          | 4310 mm           | 4400 mm           |
| Motor:                                   | 4 en línea (M-20) | 4 en línea (S-21) |
| Cilindraje:                              | 2120 cm³          | 2120 cm³          |
| Potencia (en HP):                        | 54 HP             | 70 HP             |
| Torque máximo (en Nm).:                  | 122 Nm/2200 rpm.  | 150 Nm/2500 rpm.  |
| Consumo (por 100 km):                    | 14 l/100 km       | 14 l/100 km       |
| Velocidad máxima:                        | 90 km/h           | 100 km/h          |
| Plataforma de carga (tamaño):            | 4 m²              | 4,6 m²            |
| Capacidad de carga (peso):               | 800 kg            | 950 kg            |
| Peso total:                              | 1340 kg           | 1400 kg           |
| Número de cambios (caja de velocidades): | 3+1 (en reversa)  | 3+1 (en reversa)  |